# Sergi Miquel i Valentí
Sergi Miquel Valentí (Llagostera, 24 de desembre 1989) és un polític català. Ha estat associat al Partit Demòcrata i ha sigut secretari general de la Joventut Nacionalista de Catalunya. Des de 2022 és el portaveu de Centrem.

## Trajectòria
Miquel és graduat superior en Disseny a l'Escola superior de Disseny i Enginyeria ELISAVA. Posseeix un Bachelor of Arts and Design de la Universitat de Southampton 2008-2012 i un màster en especialització en desenvolupament de ciutats intel·ligents de la Universitat de Girona. L'any 2013 va iniciar el grau d'humanitats a la Universitat Oberta de Catalunya i actualment està cursant el màster Humanitats: Art, cultura i literatura contemporànies.
El maig de 2011 va ser nomenat regidor a l'Ajuntament de Llagostera on portava les àrees d'urbanisme, participació i transparència, joventut i noves tecnologies. En el si de les joventuts polítiques, el 2011 va ser nomenat cap comarcal del Gironès, i a l'octubre de 2012 va passar a ocupar l'Àrea de Ciutadania. El 2013 va ser nomenat vicepresident de Ciutadania i Polítiques de Joventut.
En el XVIII Congrés de la JNC amb el 72% dels vots (primàries) va ser escollit nou secretari general de l'organització. El 2016 es presentà a les eleccions espanyoles com a número 2 de CDC al Congrés dels Diputats per la demarcació de Girona i fou escollit.
El 2022 va participar en la presentació del projecte Centrem, un nou partit polític de centre dreta liberal, i fou escollit membre de la junta presidida per Àngels Chacón i portaveu del partit.